# Ovršno pravo
Ovršno pravo je skup pravnih pravila kojim se uređuje postupak po kojemu se provodi prisilno ostvarenje tražbina na temelju ovršnih i vjerodostojnih isprava (ovršni postupak) te osiguranje tražbine (postupak osiguranja).